# Universidad de Mánchester
La Universidad de Mánchester fue fundada en 1824 y es la universidad más grande de la ciudad de Mánchester (Inglaterra), y también la mayor por número de alumnos en el Reino Unido. Según la clasificación de 2019 y de 2020, elaborada por QS World University Ranking, la Universidad de Mánchester está posicionada en el lugar número 29 a nivel mundial, entre las 1000 mejores. 
Mánchester - como es llamada popularmente - es considerada como una de las mejores universidades del mundo y cuenta en la actualidad con más Premios Nobel investigando y enseñando en sus aulas, que cualquier otra universidad de Inglaterra. La actual Universidad se conformó oficialmente en el año 2004 mediante la fusión de la Universidad Victoria de Mánchester (conocida como Universidad de Mánchester antes de la fusión) y el University of Manchester Institute of Science and Technology (UMIST).
El Reino Unido es el país más popular de Europa para los estudiantes internacionales. Por ello, y con alrededor de 40.250 alumnos (en 2018/19), la Universidad de Mánchester tiene el mayor número de estudiantes a tiempo completo de todo el Reino Unido, siendo superada únicamente por la Universidad de Londres (si se cuentan como una las 19 universidades que forman parte de esta). Asimismo, la Universidad de Mánchester cuenta con la mayor oferta de cursos académicos (pre y posgrado) entre todas las universidades británicas.

## Historia
La historia de esta universidad como institución académica comenzó en 1824 y está ligada íntimamente al desarrollo de Mánchester como primera ciudad industrial del mundo. El químico inglés John Dalton, junto con hombres de negocios e industriales de Mánchester, fundó el Instituto de Mecánica (más adelante sería UMIST) para que los trabajadores pudieran aprender los principios de base de la ciencia. De manera similar, John Owens, un comerciante textil de Mánchester, dejó un legado de 96 942 libras en 1846 para fundar una universidad para la educación de varones en líneas no sectarias. Los administradores del legado fundaron el Colegio Owens (Owens College) en Mánchester en 1851. Dicho colegio fue instalado en un edificio que había sido la residencia del filántropo Richard Cobden, situado en la esquina de la calle Quay y de la calle Byrom, y que, posteriormente, albergó el Tribunal del Condado de Mánchester. En 1873 el College se mudó a unos nuevos edificios en Chorlton-en-Medlock, en Oxford Road y, a partir de 1880, fue uno de los colleges que constituyeron la Universidad Federal Victoria. La universidad fue fundada mediante un Decreto Real en 1880, convirtiéndose así en la primera universidad cívica de Inglaterra. Fue renombrada como la Universidad Victoria de Mánchester en 1903, y al año siguiente absorbió el Colegio Owens.
Hacia 1905 las dos instituciones ya eran dos presencias muy activas en la región. El Municipal College of Technology (el precursor del UMIST posterior) formó la Facultad de Tecnología de la Universidad Victoria de Mánchester, mientras que continuaba en paralelo como universidad técnica con los cursos de estudio avanzados en la facultad. Aunque UMIST alcanzó estatus independiente en 1955, ambas instituciones siguieron colaborando.
Antes de la fusión, entre la universidad y el UMIST contaban con 23 laureados con el premio Nobel entre su personal y estudiantes anteriores. Mánchester ha sido tradicionalmente particularmente fuerte en las ciencias, con avances trascendentales como la naturaleza nuclear del átomo, descubierto en Mánchester por Ernest Rutherford, o como la primera SSEM. Entre los científicos famosos asociados a esta universidad se encuentran los físicos Osborne Reynolds, Niels Bohr, Ernest Rutherford, James Chadwick, Arthur Schuster, Hans Geiger, Ernest Marsden y Balfour Stewart. Sin embargo, la universidad también ha contribuido en muchos otros campos: por ejemplo, con el trabajo de los matemáticos Paul Erdős, Horace Lamb y Alan Turing; las obras del escritor Anthony Burgess; las ideas de filósofos como Samuel Alexander, Ludwig Wittgenstein y Alasdair MacIntyre; las obras de arquitectos como Norman Foster, o el trabajo del compositor Peter Maxwell Davies. Figuras bien conocidas entre el personal académico actual son las del escritor Martin Amis, el informático Steve Furber, el crítico literario Terry Eagleton, el economista Richard Nelson y sir John Sulston, premio Nobel de fisiología en 2002.

## Universidad de Mánchester desde 2004
En 2004 la Universidad Victoria de Mánchester (fundada en 1880) y la Universidad del Instituto de Mánchester de la Ciencia y de la Tecnología (fundada en 1824) fueron combinadas de manera oficial en una sola institución.
La Universidad de Mánchester así fusionada fue fundada oficialmente el 22 de octubre de 2004, cuando la reina Isabel II otorgó un Decreto Real. Tiene el mayor número de estudiantes a tiempo completo en el Reino Unido, a menos que la Universidad de Londres se cuente como una sola universidad. Enseña más temas académicos que cualquier otra universidad británica. El presidente y vicecanciller de la nueva universidad es Alan Gilbert, vicecanciller anterior de la Universidad de Melbourne. Una de las ambiciones que tiene para la universidad recién fusionada es “la de establecerse antes de 2015 entre las 25 universidades más fuertes de la investigación en el mundo en criterios comúnmente aceptados de la excelencia y del funcionamiento de la investigación”.
Cada año, las instituciones británicas dominan los primeros lugares en las clasificaciones internacionales. Según la clasificación mundial de Universidades del Times World University Rankings de 2008, la Universidad de Mánchester está situada en el lugar vigésimo noveno, y en el quinto según evaluaciones de empleadores. Mánchester tiene el presupuesto total más grande de todas las universidades británicas, con un valor de 637 millones de libras en el año 2007. Su presupuesto de investigación de 216 millones de libras es el quinto más grande de entre las universidad del país. En total, ha habido 25 Premios Nobel concedidos a investigadores o antiguos estudiantes de la universidad, y algunos de los descubrimientos más importantes de las edades modernas tuvieron lugar en Mánchester. 

### Biblioteca
La biblioteca de la universidad, la Biblioteca Universitaria John Rylands, es la biblioteca de depósito no jurídica más grande del Reino Unido, así como ser la tercera biblioteca académica más grande del país después de las de Oxford y de Cambridge. También alberga el mayor depósito de recursos electrónicos del Reino Unido. La parte más antigua de la biblioteca, fundada en memoria de John Rylands por su esposa Enriqueta Augustina Rylands (abierta en el año 1900) como institución independiente, se sitúa en un edificio gótico en Deansgate, el centro victoriano de la ciudad de Mánchester. Este lugar contiene una colección importante de libros y de manuscritos históricos, entre ellos el documento más antiguo que existe del Nuevo Testamento, el papiro P52, un fragmento de los evangelios de San Juan.

### Observatorio astronómico del Jodrell Bank

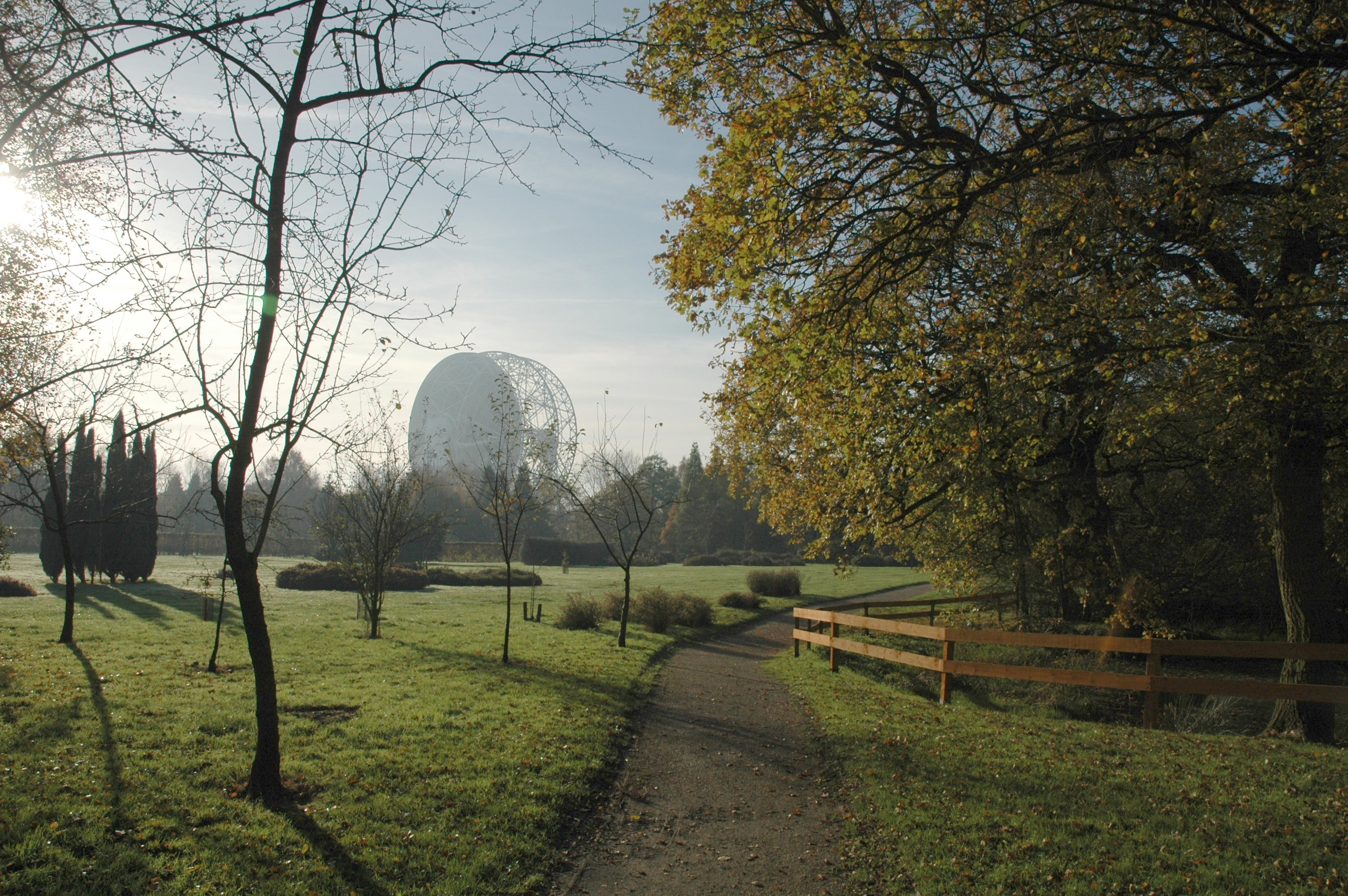
El observatorio Jodrell Bank.

El centro para la astrofísica de Jodrell Bank es una combinación del personal académico astronómico, situado en Mánchester, y del observatorio del Jodrell Bank ubicado cerca de Goostrey, a unos 16 kilómetros al oeste de Macclesfield. El observatorio tiene el tercer radiotelescopio completamente movible más grande del mundo, el telescopio de Lovell, construido en los años 50. Ha desempeñado un papel importante en la investigación de cuásares, de púlsares y de lentes gravitacionales, y ha desempeñado un papel en la confirmación de la teoría de Einstein de la relatividad general.

## Campus
En el emplazamiento principal de la universidad se halla la mayoría de sus instalaciones y se suele nombrar simplemente como campus. Pese a esto, Mánchester no es un campus universitario tal y como se suele entender el término. Se localiza en un punto central y los edificios del sitio principal están integrados en la fábrica de Mánchester, con edificios no universitarios y vías principales entre ellos.
El campus ocupa una superficie que tiene, grosso modo, la forma de una bota: el pie de la bota está alineado aproximadamente de suroeste a noreste y se une a la parte más amplia del sur de la bota por un área de superposición entre el antiguo UMIST y los edificios antiguos VUM, constando de dos partes:
- Campus norte, centrado en la Sackville Street.
- Campus sur, centrado en la Oxford Road.

Estos nombres no están reconocidos de forma oficial por la universidad, pero son ampliamente usados, incluyendo en partes de su página web; otro uso es Sackville Street Campus y Oxford Road Campus. Corresponden aproximadamente a los campus de la antigua UMIST y la Universidad de Victoria, respectivamente, pese a que antes de la fusión ya existía cierta superposición.
Fallowfield Campus es el principal campus residencial de la universidad. Se localiza en Fallowfield, a unos 3 kilómetros al sur del sitio principal.
Hay otros edificios de la universidad localizados a lo largo de la ciudad y en la región, como el One Central Park (en el suburbio de Moston, al norte de la ciudad) y el Jodrell Bank Observatory (en el condado cercano de Cheshire). Este último es una colaboración entre la Universidad de Mánchester y otros socios en la región que ofrece un espacio de oficinas para acomodar a nuevas empresas y lugares de celebración de conferencias y talleres.